# Jacob Friedrich von Abel
Jacob Friedrich von Abel (ur. 9 maja 1751 w Vaihingen, zm. 7 lipca 1829 w Schorndorf) – niemiecki filozof, psycholog i pedagog.

## Życiorys
Von Abel studiował filologię, filozofię i teologię w Denkendorfie, Maulbronn i Tybindze. Ukończył naukę w 1770 r. po czym został mianowany profesorem szkoły wojskowej przy Schloß Solitude w okolicach Stuttgartu. Był tam jednym z nauczycieli i przyjaciół Schillera. Jego wykłady obejmowały psychologię, historię i etykę.
W 1790 r. został powołany na profesora filozofii uniwersytetu w Tybindze, od 1793 był kierownikiem szkół wirtemberskich. W 1811 r. został prałatem, generalnym superintendentem w Öhringen i członkiem ciała wykonawczego kościoła protestanckiego Wirtembergii, a w 1825 r. generalnym superintendentem w Bad Urach i Reutlingen. Zmarł 7 lipca 1829 r. podczas wycieczki do Schorndorfu.
Interesował się przede wszystkim zagadnieniem duszy ludzkiej i jej nieśmiertelności, próbując eklektycznie godzić ideały niemieckiego oświecenia z mistycyzmem. Pod imieniem Pythagoras Abderitis był członkiem Zakonu Iluminatów. Wywarł znaczny wpływ na Schillera (istnieje zachowana korespondencja).

## Dzieła
- Sammlung und Erklärung merkwürdiger Erscheinungen aus dem menschlichen Leben, Stuttgart, 1784-1790, 3 tomy.
- Einleitung in die Seelenlehre, Stuttgart, 1786.
- Ausführliche Darstellung über die Beweise vom Dasein Gottes, Heilbronn, 1817.
- Philosophische Untersuchungen über die letzten Gründe des Glaubens an Gott, Stuttgart, 1820.
- Ausführliche Darstellung des Grundes unserez Glaubens an Unsterblichkeit, Frankfurt, 1826.